# Cabucala multiflora
Cabucala multiflora är en oleanderväxtart som beskrevs av Marcel Pichon. Cabucala multiflora ingår i släktet Cabucala och familjen oleanderväxter. Inga underarter finns listade i Catalogue of Life.